# Twitpic
Twitpic（ツイピク）は、Twitpic社（Twitpic, Inc）が提供していたTwitter上に画像や動画を投稿することのできるウェブサービス（画像共有サービス）。現在はサービスを終了して、買収したTwitter社が機能とデータを引き継いでいる。

## 概要
Twitterのアカウントを利用して画像や動画をコメント付きアップロードできる。アップロードした画像・動画はコメントとともにTwitterでツイートとして表示されるが、Twitterのサービスではないため、画像についてはツイートと別途管理する必要があった。

## 歴史
2008年にTwitpic社がアメリカ合衆国オクラホマ州クレアモアに設立される。
Twitterに公式の画像・動画投稿機能がなかった2008年にノア・エバレット（Noah Everett）が公開した。当初は画像投稿のみであったが、2011年2月より動画投稿が可能となった。
Twitter公式の画像投稿サービスが開始される直前の2011年5月30日にカナダのソーシャルメディア分析会社であるSysomos社が行った調査によると、同日に投稿された画像リンク付きツイートのうち、Twitpicのシェアは45.7%で、Yfrog（29.3%）、Lockerz（17.4%）、インスタグラム（5.2%）を上回り1位を示した。
2012年7月25日には公式Androidアプリが公開されている。

### 閉鎖
2014年9月25日に閉鎖する予定であることが同年9月4日に発表された。Twitpicによれば、Twitpicの米国特許商標庁（USPTO）への商標登録出願を取り消さなければAPIへの接続を失うことになる可能性がある旨Twitter社から通告を受けており、Twitpicとしてはブランドを守るためのリソースがないため閉鎖を決めたとしていた。なおTwitpicは2009年以降、USPTOへ商標登録出願をしているが、2013年に却下されている。Twitter側は自社のブランドを守ることは当然としながらもTwitpicの終了を残念に思うと述べた。また「Twitpicという名前を残して運営を続けられる可能性をはっきり示した」としている。
同年9月18日には買収され存続することをTwitterの公式アカウントで発表したが、その後、買収が破談になり、10月16日になって改めて10月25日の閉鎖を発表した。この早まった誤情報についてエバレットは、存続についていち早く知らせたかったからだと語っている。10月25日にはTwitter社がTwitpicのドメインとユーザーの投稿データを買収することで合意されたことが発表された。
これ以降、投稿したデータは「当面維持される」ものの、新規に投稿することはできなくなり、iOS・AndroidのアプリストアからもTwitpicは削除されている。しかし、既存ユーザーはログイン、自分の投稿データの削除、アカウントの削除が可能である。また、最初の閉鎖発表後しばらくして、投稿データのエクスポートが可能となっていたが、これも10月25日以降も引き続き可能である。